# As-Summakijjat
As-Summakijjat – wieś w Syrii, w muhafazie Dara, w dystrykcie Dara. W 2004 roku liczyła 511 mieszkańców.